# Pandemia de COVID-19 en Nevada
El primer caso de la pandemia de enfermedad por coronavirus en Nevada, estado de los Estados Unidos, inició el 5 de marzo de 2020. Hay 7.255 casos confirmados y 381 fallecidos.

## Cronología

### Marzo
El 5 de marzo de 2020, Nevada informó su primer caso de enfermedad por coronavirus 2019 (COVID-19). El paciente, un hombre de unos 50 años, viajó recientemente al estado de Washington y vive en Las Vegas.
El 12 de marzo de 2020, debido a las preocupaciones sobre la pandemia de COVID-19, el gobernador de Nevada Steve Sisolak declaró el estado de emergencia. Nevada se convirtió en el 24º estado en hacerlo debido a la pandemia. Sisolak también formó un equipo de cinco expertos médicos para asesorarlo durante la pandemia.
El 13 de marzo de 2020, el Tribunal del Octavo Distrito y el Tribunal Supremo de Nevada implementaron cambios para proteger a las personas de las infecciones. Posteriormente, el Tribunal de Justicia de Las Vegas suspendió los procedimientos de desalojo por 30 días. En Las Vegas, los tribunales funcionaban con ocupación y empleados reducidos, y también se implementó el distanciamiento social. Las audiencias judiciales no esenciales que ya estaban programadas tenían la opción de proceder por videoconferencia o por teléfono.
El 15 de marzo de 2020, MGM Resorts y Wynn Resorts anunciaron que cerrarían sus propiedades en el Strip de Las Vegas para ayudar a prevenir la propagación del virus. Simultáneamente, Sisolak ordenó el cierre de las escuelas del estado hasta el 6 de abril de 2020, mientras que las escuelas en el Distrito Escolar del Condado de Clark permanecerían cerradas hasta el 13 de abril. Después del cierre de la escuela, los niños fueron educados a través del aprendizaje a distancia.
El 16 de marzo de 2020, Nevada informó su primera muerte por el coronavirus: un hombre de unos 60 años, de Las Vegas. El mismo día, el condado de Eureka anunció el cierre inmediato de ciertas instalaciones para proteger a sus ciudadanos de COVID-19. Además, todos los viajes no esenciales de los empleados del condado de Eureka se suspendieron indefinidamente. El Segundo Tribunal Judicial en el Condado de Washoe cerró sus instalaciones y procedió a realizar videoconferencias. Algunos hospitales en Reno pospusieron cirugías electivas durante al menos dos semanas, para ayudar a prevenir la propagación de COVID-19. Los hospitales en el sur de Nevada también comenzaron a retrasar las cirugías no esenciales.″

### Abril
El 1 de abril de 2020, Sisolak extendió el cierre de escuelas y negocios no esenciales hasta fin de mes, de acuerdo con las nuevas pautas federales emitidas por la Fuerza de Tarea de Coronavirus de la Casa Blanca. Sisolak también emitió una directiva estatal que insta a los residentes a quedarse en casa, excepto por razones esenciales como visitas de atención médica y compra de alimentos. Además, Sisolak activó a la Guardia Nacional de Nevada para ayudar a entregar suministros médicos.
El 4 de abril de 2020, Sisolak anunció que la Agencia Federal para el Manejo de Emergencias aprobó una declaración de desastre mayor para Nevada. El mismo día, Las Vegas le dio a las licorerías cerradas la oportunidad de competir contra las tiendas de comestibles al permitir la entrega a domicilio de alcohol dentro de los límites de la ciudad. Dos minoristas de alcohol, Lee's Discount Liquor y Total Wine & More, comenzaron a ofrecer servicio de entrega.
El 6 de abril de 2020, Sisolak llamó a 106 miembros de la Guardia Nacional al servicio y Tonopah, Nevada, informó su primer caso de coronavirus. Sisolak dijo que el estado había recibido 3.000 kits de reactivos y 4.000 hisopos de prueba del gobierno federal. Aunque apreciaba los elementos de prueba, dijo que "no son casi el volumen necesario para que realicemos la cantidad deseada de pruebas que queremos y que quieren nuestros ciudadanos". Sisolak también reconoció la frustración de los residentes con su incapacidad para contactar a las personas desempleadas que tuvieron dificultades para ponerse en contacto con la agencia, debido a la gran cantidad de llamadas telefónicas que se le hicieron. Sisolak dijo: "No tenemos la estructura en su lugar, se lo puedo asegurar, para procesar este tipo de volumen. Este departamento nunca ha recibido la financiación que debería haber recibido. Nunca podría esperar un aumento en las reclamaciones. con lo que estamos lidiando en este momento ". Un estudio recientemente publicado encontró que la economía de Nevada era la segunda más vulnerable en los Estados Unidos, ya que el 17 por ciento de su PIB dependía del turismo.

### Mayo
El 2 de mayo de 2020, un grupo de personas se reunió frente a la Mansión del Gobernador de Nevada, protestando contra la orden de quedarse en casa de Sisolak.
El 7 de mayo de 2020, Sisolak anunció que los restaurantes, tiendas, centros comerciales al aire libre, salones de belleza, salas de cine y tiendas de cannabis podrían reabrir dos días después, pero con precaución. A los empleados, por ejemplo, se les exigiría usar máscaras, mientras que los restaurantes y minoristas estarían limitados al 50 por ciento de su capacidad habitual. También el 7 de mayo, la Comisión de Juegos de Nevada dio su aprobación unánime y final a las pautas creadas por la Junta de Control de Juegos de Nevada, permitiendo que los casinos se reabran eventualmente con una ocupación reducida y un saneamiento incrementado. Mientras tanto, un grupo de dueños de negocios y otros presentaron una demanda contra Sisolak por su orden de quedarse en casa y su restricción a la hidroxicloroquina. La demanda, en parte, acusó a Sisolak de abusar de su poder y violar los derechos constitucionales con el cierre de sus negocios. Sisolak fue el último gobernador de los Estados Unidos en ser demandado por cerrar negocios. La demanda también nombró a la comisionada del condado de Clark, Marilyn Kirkpatrick, y otros funcionarios estatales como acusados.